# Нагорнев, Владимир Анатольевич
Владимир Анатольевич Нагорнев (1937—2009) — российский и советский учёный, патологоанатом, профессор, заслуженный деятель науки РФ, академик РАМН, лауреат Государственной премии РФ, заведующий отделом общей и частной морфологии Института экспериментальной медицины (ИЭМ) Северо-Западного отделения РАМН, заместитель директора ИЭМ по научной работе, главный учёный секретарь СЗО РАМН, член редколлегии журнала «Цитокины и воспаление», член Европейского атеросклеротического общества и Международной академии патологии, почётный член Академии наук Молдавии.

## Биография
Родился 2 сентября 1937 года во Владивостоке. В 1962 году окончил 1-й Ленинградский медицинский институт им. акад. И. П. Павлова. Будучи студентом, увлёкся исследованиями по патологической анатомии и судебной медицине. Затем, став аспирантом Отдела патологической анатомии ИЭМ АМН СССР, он под руководством академика АН и АМН СССР Н. Н. Аничкова выполнил кандидатскую диссертацию на тему: «Сравнительно-морфологическое исследование начальных стадий атеросклероза».
В дальнейшем он расширил круг своих научных интересов, но главными для него всегда оставались проблемы морфо- и патогенеза атеросклероза. После кончины своего учителя Н. Н. Аничкова он под руководством академика АМН СССР В. И. Иоффе, осуществил исследование роли иммунологических факторов в атерогенезе. Это направление в науке в то время только зарождалось. Совместно с академиком АМН СССР А. Н. Климовым и профессором Ю. Н. Зубжицким он доказал важную роль иммунологических факторов в развитии атеросклеротических поражений артерий и получил иммунологическую толерантность к экспериментальному атеросклерозу у кроликов.
В 1973 году В. А. Нагорнев защитил докторскую диссертацию на тему «Участие иммунологических факторов в морфо- и патогенезе атеросклероза у кроликов». В ней он показал пути и механизмы транспорта атерогенных липопротеинов низкой плотности в стенку артерий, их роль в изменении иммунологической реактивности и развитии аутоиммунного ответа. Эти данные были в дальнейшем зарегистрированы в качестве открытия и обобщены в книге «Иммунореактивность и атеросклероз», в которой впервые была сформулирована аутоиммунная теория патогенеза атеросклероза.
Работы В. А. Нагорнева получили признание в стране и за рубежом. Он не только одним из первых обосновал роль иммунного воспаления в сосудистой стенке при атерогенезе, но и описал новый фенотип макрофагов, участвующих в реакциях иммунного воспаления, показал возможность трансформации эндотелиальных клеток в пенистые. В последние годы в серии блестящих патоморфологических исследований Владимир Анатольевич показал важную роль облигатных паразитов в формировании атеросклеротических поражений артерий и развитии атеросклероза, показал роль цитокинов, факторов роста, хемоадгезивных молекул и шаперонов в развитии иммунного воспаления в сосудистой стенке при атерогенезе.
Научной мечтой В. А. Нагорнева, к осуществлению которой он приступил незадолго до кончины, было создание вакцины против атеросклероза. Он — автор и соавтор более 400 научных работ, 11 монографий. За раскрытие иммунологических механизмов развития атеросклероза, разработку и внедрение новых методов его диагностики и лечения он совместно с А. Н. Климовым и А. Д. Денисенко был удостоен Государственной премии РФ. Последняя его книга называется «Патоморфоз атеросклероза».
Умер после тяжёлой продолжительной болезни накануне 72-го дня рождения — 1 сентября 2009 года. Похоронен на Богословском кладбище.
Был членом ассоциации патологов, Нью-Йорской АН, Европейского атеросклеротического общества (ЕАО) и Международной академии патологии, редколлегии ряда академических журналов, почётным членом Академии наук Молдавии.